# Оулу
О́улу, також Улеоборг (фін. Oulu, швед. Uleåborg, дав.-рус. Овла) — п'яте за розміром місто Фінляндії, адміністративний центр губернії Оулу.

## Загальний опис
Розташоване на північному заході країни, при впаданні річки Оулуйокі в Ботнічну затоку Балтійського моря. Засноване 1605 року, Оулу — найстаріше місто в Північній Фінляндії. Статус міста набуло того ж року. До середини XVIII століття з портового містечка Оулу перетворилося в значний центр суднобудування. 1882 року практично всі споруди зруйнувала пожежа. Вдруге місто довелося відбудовувати після Другої світової війни, оскільки значна частина історичної спадщини була втрачена.
У центрі міста розташовано архітектурний пам'ятник — Кафедральний собор, збудований 1777 року. У 1822 році споруда сильно постраждала від пожежі. Його відбудова тривала понад 20 років, у цей період зведено його нову дзвіницю. За роки існування собор зберіг своє унікальне оформлення, у ньому збережено стару кафедру, орган, полички зі старовинними молитовними книгами. Головною особливістю оформлення є величезний макет корабля, закріплений під склепінням собору.
Університет Оулу (фін. Oulun yliopisto) засновано 1958 року. Це один із найбільших університетів Фінляндії. У 2015 році тут на 6 факультетах навчалося 14 221 студентів.
У складі університету — Ботанічний сад (фін. Oulun yliopiston kasvitieteellinen puutarha), розташований у головному кампусі університету в районі Ліннанмаа, передмістя Оулу.
У місті гарні можливості для катання на роликових ковзанах і на велосипедах. Тут популярні лижний і вітрильний спорт, хокей, фінський бейсбол, футбол, плавання, легка атлетика, кінний спорт. У місті розташовано найпівнічніший у світі 36-лунковий майданчик для гри в гольф. Тут популярні лижні пробіги, вітрильні регати.
У місті базується Симфонічний оркестр Оулу, єдиний оркестр на півночі Фінляндії.

## Клімат
Оулу розташоване в зоні субарктичного клімату з холодною, сніжною зимою й коротким, теплим літом. Средньорічна температура −2,7ºС (36,9 °F). Середня кількість опадів — 508 мм; випадають переважно пізнім літом і восени.
Попри те, що місто ніколи не було курортом, тут завжди багато туристів, відпочивальників. Особливо місто приваблює любителів активного відпочинку.

## Уродженці
- Гилья Рийпінен (1883—1966) — фінська викладачка, літераторка-публіцистка, перекладачка й політична діячка, депутатка парламенту Фінляндії.
- Вілго Геланен (1899—1956) — фінський політик правого толку, журналіст, письменник.
- Ааро Пакаслагті (1903—1969) — фінський дипломат.
- Марко Саволайнен (* 1973) — фінський бодибілдер.

## Міста-побратими
- Алта, Норвегія (1948)[9]
- Архангельськ, Росія (1993)[9][10]
- Астана, Казахстан (2013)[9]
- Буден, Швеція[9]
- Бурса, Туреччина (1978)[9]
- Галле, Німеччина (1968)[9]
- Кронштадт, Росія (1991)[9][10]
- Леверкузен, Німеччина (1968)[9]
- Матагальпа, Нікарагуа (1986)[11][12]
- Матера, Італія (2010)[9]
- Одеса, Україна (1957)[13][9]
- Сігетсентміклош, Угорщина (1992)[9]
- Ханчжоу, КНР (2010)[9]
- Шіофок, Угорщина (1978)[9]

## Галерея міста

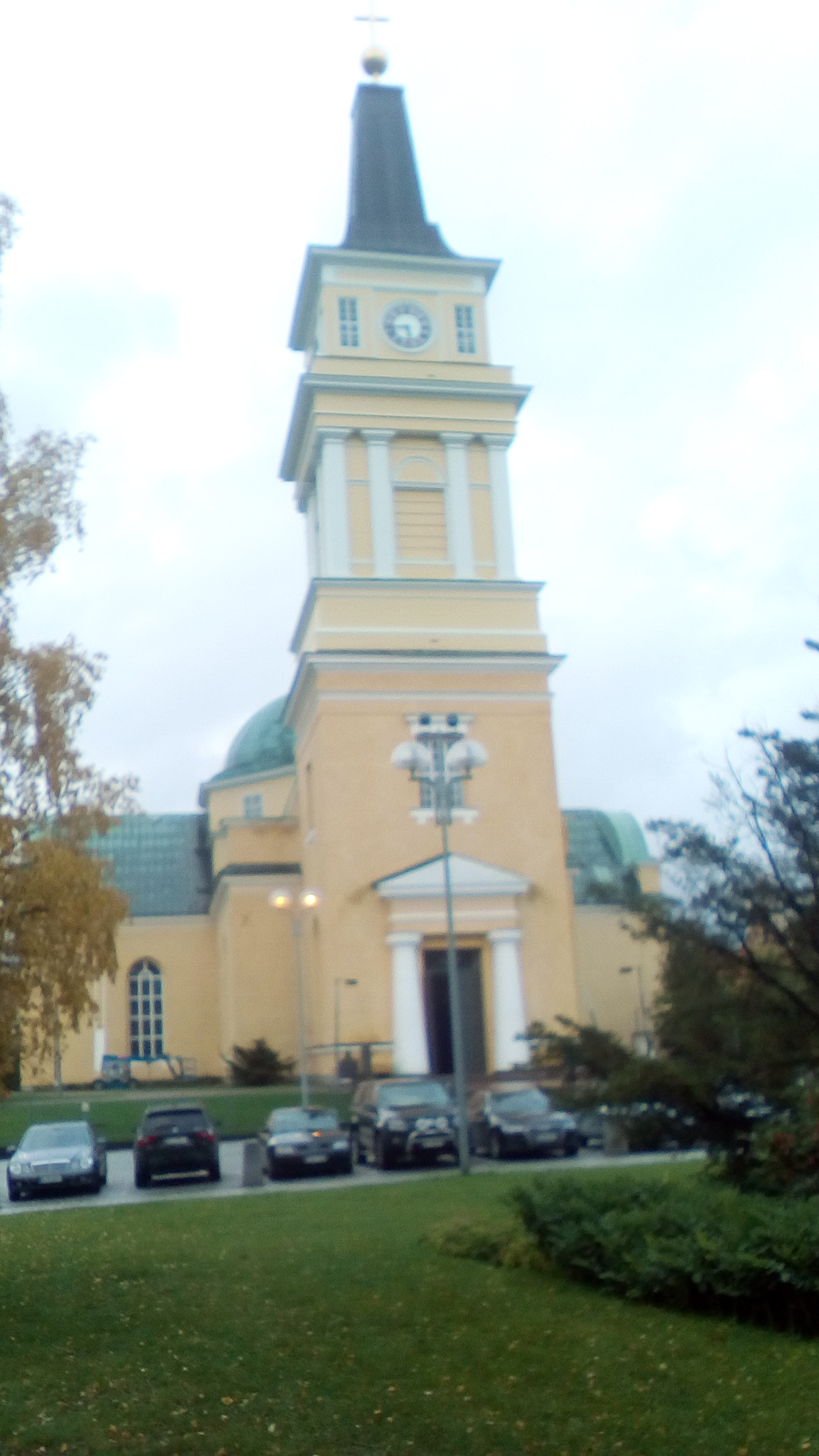
Кафедральний собор в Оулу
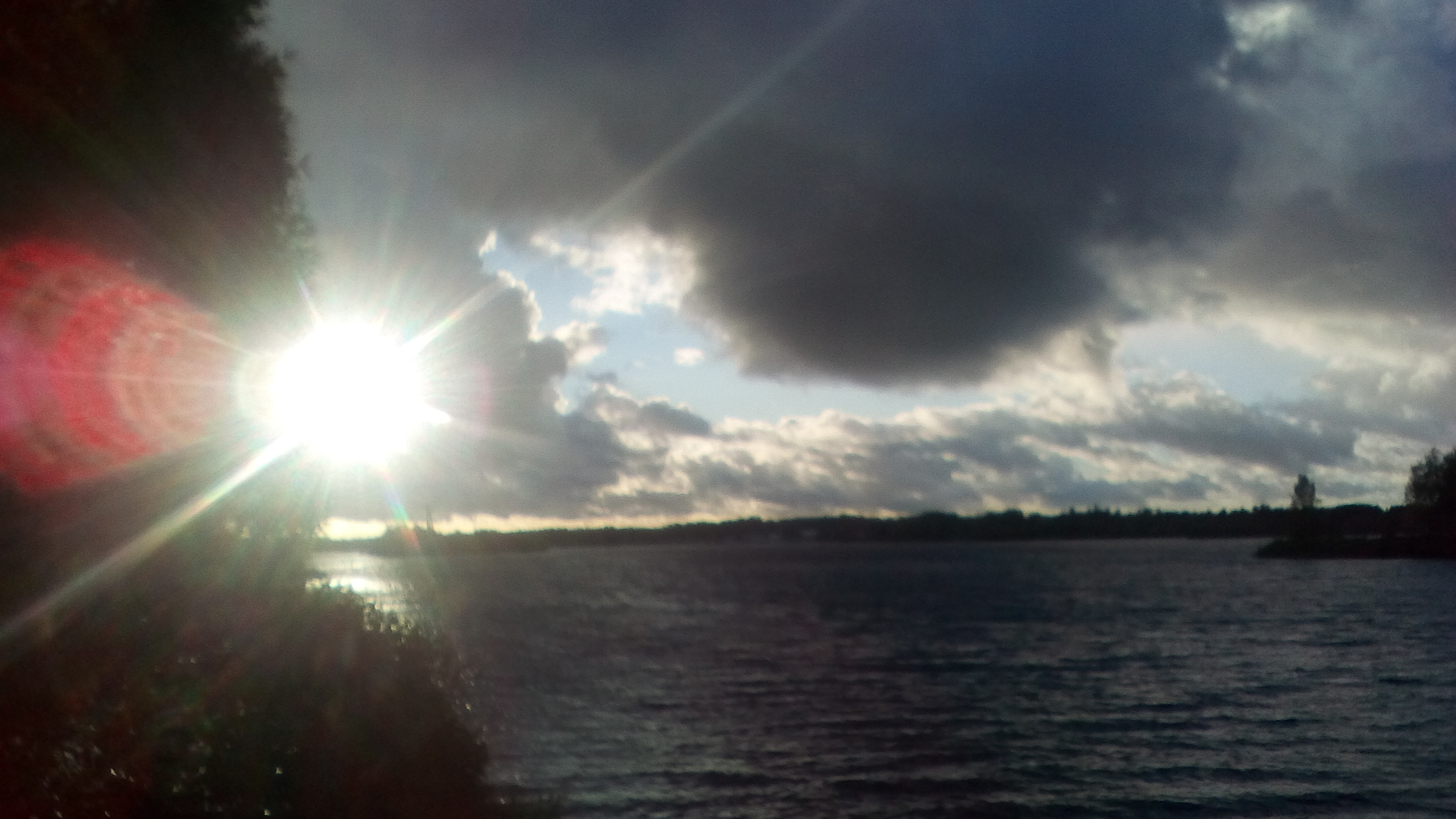
Захід сонця над озером
Скульптурна композиція перед готелем Лазоретті
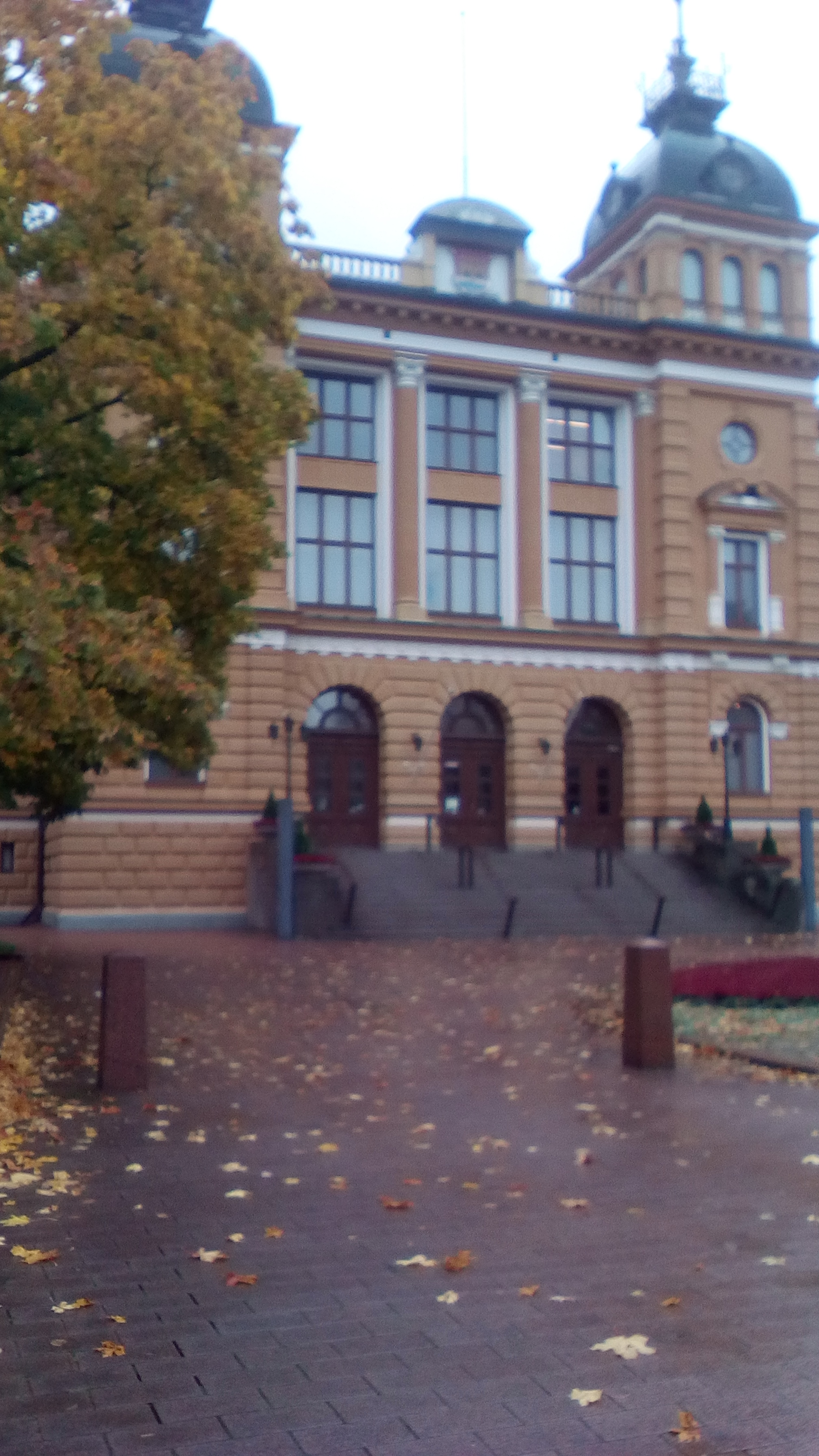
Мерія Оулу
Скульптурна композиція біля мерії. Фрагмент.
Скульптурна композиція біля мерії. Фрагмент.
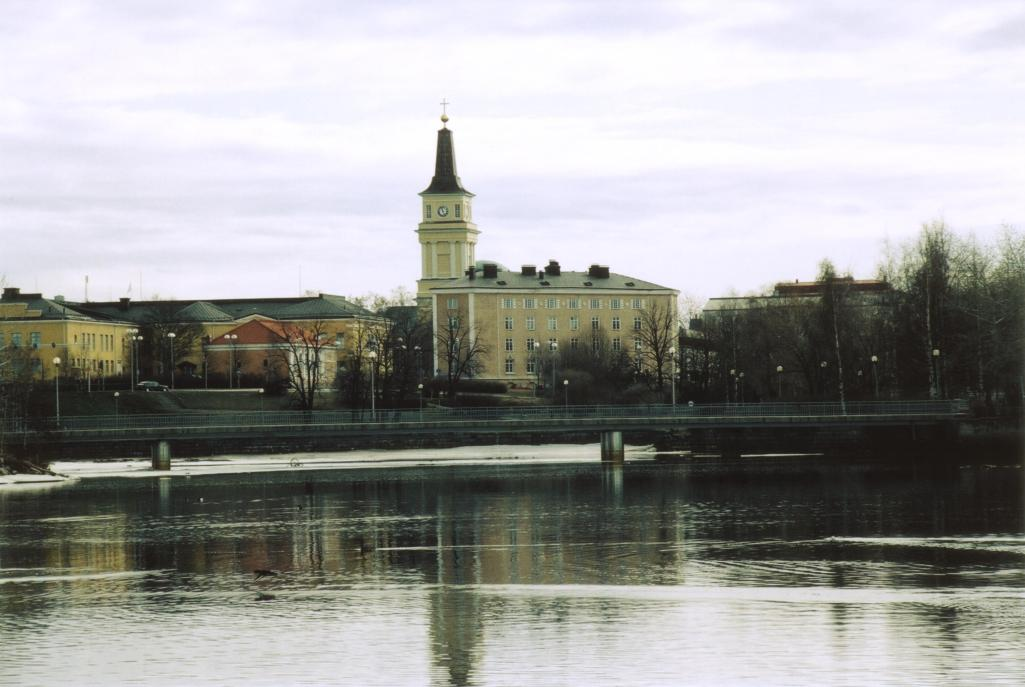
Зліва направо: школа, собор, трикутний будинок, Оулу